# (200306) 2000 CO137
(200306) 2000 CO137 es un asteroide perteneciente al cinturón de asteroides descubierto el 4 de febrero de 2000 por el equipo del Spacewatch desde el Observatorio Nacional de Kitt Peak, Arizona, Estados Unidos.

## Designación y nombre
Designado provisionalmente como 2000 CO137.

## Características orbitales
2000 CO137 está situado a una distancia media del Sol de 2,868 ua, pudiendo alejarse hasta 2,900 ua y acercarse hasta 2,835 ua. Su excentricidad es 0,011 y la inclinación orbital 2,916 grados. Emplea 1774,13 días en completar una órbita alrededor del Sol.

## Características físicas
La magnitud absoluta de 2000 CO137 es 16. 